# Лемешева, Людмила Григорьевна
Людмила Григорьевна Лемешева (укр. Людмила Григорівна Лемешева; род. 13 апреля 1941, Бегоща, Курская область, РСФСР) — советский и украинский кинокритик, киновед, сценарист. Заслуженный деятель искусств Украины (2004).

## Биография
В 1963 году окончила филологический факультет Харьковского государственного университета. Преподавала в школе, работала в газете «Комсомольское знамя».
С 1969 года на творческой работе. В 1980—1991 годах — автор и ведущая циклов передач на украинском телевидении «В кадре и за кадром», «Новости кино».
С 1980 года публикует статьи в журналах «Искусство кино» и «Кинофорум» с 2002 года.
Автор сценариев неигровых фильмов «Иван Миколайчук. Посвящение» (1998, реж. А. Сырых), «Тайная свобода» (2011, реж. Сергей Лысенко), а также книг: «Иван Миколайчук» (М., 1974), «Я твой, живое время» (М., 1981), «Профессия: Актёр» (К., 1987).
С 1975 года — член Национального союза журналистов Украины и Национального союза кинематографистов Украины с 1982 года.

### Общественная позиция
В 2018 году поддержала обращение Европейской киноакадемии в защиту заключённого в России украинского режиссёра Олега Сенцова.